# Marcus Vinicius Felicio Pereira
Marcus Vinicius Felicio Pereira (Presidente Prudente, Brasil; 19 de febrero de 1997) es un futbolista brasileño nacionalizado bahrainí. Juega como extremo y actualmente se encuentra sin equipo tras militar en el Independiente Medellín de la Categoría Primera A colombiana. Ha sido convocado por la Selección de fútbol de Baréin.

## Trayectoria
Marcus Vinicius debutó en Primera División con el Busaiteen Club en el 2018 de la Liga Premier de Baréin, allí estuvo hasta mitad de 2021, cuando llegó a la Primera División de Colombia fichado por el Independiente Santa Fe donde no encontró continuidad y se fue a préstamo en el 2022 al Tigres Fútbol Club de la Categoría Primera B de Colombia donde disputa 25 partidos y anota 4 goles. 
En el 2023 regresa a la Primera División de Colombia para jugar con el Atlético Huila, consolidándose como figura, titular y un jugador importante dentro del esquema del equipo "Opita". En el Atlético Huila Marcus Vinicius disputó un total de 39 partidos y anotó un total de 13 goles, lo que lo puso en consideración de los equipos grandes del país, fichando finalmente por el Jeonbuk Hyundai Motors Football Club de Corea del Sur donde estuvo durante el primer semestre de 2024, jugando un total de 6 partidos y logrando una sola asistencia.
Para el segundo semestre de 2024, regresa a la Primera División de Colombia para jugar con el Independiente Medellín.

## Clubes
| Club                       | País          | Año         |
| Formativo                  | Formativo     | Formativo   |
| -------------------------- | ------------- | ----------- |
| Red Bull Bragantino        | Brasil        | 2013 - 2015 |
| CA Votuporanguense         | Brasil        | 2016 - 2017 |
| Profesional                |               |             |
| Grêmio Desportivo Prudente | Brasil        | 2018        |
| Busaiteen Club             | Baréin        | 2018 - 2021 |
| Santa Fe                   | Colombia      | 2021        |
| Tigres                     | Colombia      | 2022        |
| Atlético Huila             | Colombia      | 2023        |
| Jeonbuk                    | Corea del Sur | 2024        |
| Independiente Medellín     | Colombia      | 2024 - 2025 |